# Gymnomitrion subintegrum
Gymnomitrion subintegrum là một loài rêu tản trong họ Gymnomitriaceae. Loài này được (S.W. Arnell) Váňa miêu tả khoa học lần đầu tiên năm.